# Großempfänger (Deutsche Post)
Ein Großempfänger ist nach Definition der Deutschen Post ein Empfänger mit mehr als 2000 eingehenden Sendungen pro Werktag.
Großempfänger können, wenn sie diese Voraussetzungen erfüllen, eine eigene Postleitzahl erhalten. Mehrere Empfänger, die für sich genommen keine Großempfänger sind, können eine gemeinsame Großempfänger-Postleitzahl erhalten, wenn sie zusammen die Voraussetzungen erfüllen. Sendungen für Großempfänger werden entweder vom jeweiligen Empfänger an einem Zustellstützpunkt abgeholt oder durch einen Bringdienst (Hin+Weg) zugestellt.
Bei Großempfängern ist eine Angabe von Straße und Hausnummer nicht notwendig, weil sie bereits durch die Angabe von Postleitzahl und Ort hinreichend identifiziert werden. Nach einem Urteil des Oberlandesgerichts Frankfurt genügt auch bei einer Widerrufsbelehrung die Angabe von Postleitzahl und Ort, sofern es sich bei dem Unternehmer um einen Großempfänger handelt.
Die Postleitzahlen der Großempfänger wurden ursprünglich von der Deutschen Bundespost nicht veröffentlicht. Seit der Privatisierung veröffentlicht die Deutsche Post in ihrem Postleitzahlenbuch auch eine Liste sämtlicher Großempfänger. Bei der Einführung der fünfstelligen Postleitzahlen 1993 gab es knapp 1.100 Großempfänger die über eine eigene Postleitzahl verfügen sowie knapp unter 16.000 Gruppenempfänger die sich eine Postleitzahl teilen.
Die Post veröffentlicht die neuen Postleitzahlen der Großempfänger (GE).

## Liste von Großempfängern (Beispiele)
Die nachfolgende Tabelle erhebt keinen Anspruch auf Vollständigkeit und enthält nur Großempfänger, die über eine eigene Postleitzahl verfügen.
| PLZ          | Empfänger                                                                  | Ort                      | Bemerkungen |
| ------------ | -------------------------------------------------------------------------- | ------------------------ | --- |
| 01303        | ZBI GmbH                                                                   | Dresden                  | |
| 04160        | Fressnapf Tiernahrungs GmbH                                                | Leipzig                  | |
| 09107        | Technische Universität Chemnitz                                            | Chemnitz                 | |
| 10026        | N26 GmbH                                                                   | Berlin                   | |
| 10099        | Humboldt-Universität zu Berlin                                             | Berlin                   | |
| 10105        | Bethmann Bank AG                                                           | Berlin                   | |
| 10705        | ZBI Immobilienmanagement GmbH                                              | Berlin                   | |
| 10884        | Sparda-Bank Berlin                                                         | Berlin                   | |
| 10871        | Stromnetz Berlin GmbH                                                      | Berlin                   | |
| 10888        | Axel Springer SE                                                           | Berlin                   | Verlagsgruppe |
| 10889        | Berliner Sparkasse                                                         | Berlin                   | |
| 10891        | Commerzbank AG                                                             | Berlin                   | |
| 11010        | Bundespräsidialamt                                                         | Berlin                   | Informationsverbund Berlin-Bonn                                                                                     |
| 11011        | Deutscher Bundestag                                                        | Berlin                   | Informationsverbund Berlin-Bonn                                                                                     |
| 11012        | Bundeskanzleramt                                                           | Berlin                   | Informationsverbund Berlin-Bonn                                                                                     |
| 11013        | Auswärtiges Amt                                                            | Berlin                   | Informationsverbund Berlin-Bonn                                                                                     |
| 11014        | Bundesministerium des Innern                                               | Berlin                   | Informationsverbund Berlin-Bonn                                                                                     |
| 11015        | Bundesministerium der Justiz                                               | Berlin                   | Informationsverbund Berlin-Bonn                                                                                     |
| 11016        | Bundesministerium der Finanzen                                             | Berlin                   | Informationsverbund Berlin-Bonn                                                                                     |
| 11017        | Bundesministerium für Arbeit und Soziales                                  | Berlin                   | Informationsverbund Berlin-Bonn                                                                                     |
| 11018        | Bundesministerium für Familie, Senioren, Frauen und Jugend                 | Berlin                   | Informationsverbund Berlin-Bonn                                                                                     |
| 11019        | Bundesministerium für Wirtschaft und Klimaschutz                           | Berlin                   | Informationsverbund Berlin-Bonn                                                                                     |
| 11055        | Bundesrat                                                                  | Berlin                   | |
| 11512        | Versorgungswerk der Presse GmbH                                            | Berlin                   | |
| 12040        | Bezirksamt Neukölln von Berlin                                             | Berlin                   | im Rathaus Neukölln                                                                                                 |
| 13341        | Bezirksamt Mitte von Berlin                                                | Berlin                   | im Rathaus Wedding                                                                                                  |
| 13342        | Bayer AG                                                                   | Berlin                   | |
| 13343        | Amtsgericht Wedding                                                        | Berlin                   | |
| 15227        | Bundesverwaltungsamt                                                       | Frankfurt (Oder)         | |
| 20083        | Proxalto Service Management GmbH                                           | Hamburg                  | |
| 20533        | Real Solution Inkasso GmbH & Co. KG                                        | Hamburg                  | |
| 21172        | Medico-Lab GmbH                                                            | Hamburg                  | |
| 22603        | Reemtsma Cigaretten Fabriken GmbH                                          | Hamburg                  | |
| 22743        | AstraZeneca GmbH                                                           | Hamburg                  | |
| 22781        | Yves Rocher GmbH Finanzbuchhaltung                                         | Hamburg                  | |
| 22782        | Reemtsma Cigaretten GmbH                                                   | Hamburg                  | |
| 22783        | Deutsche Postbank AG Niederlassung Hamburg (Giro)                          | Hamburg                  | |
| 24932        | Kraftfahrt-Bundesamt                                                       | Flensburg                | |
| 25742        | Nord-Ostsee Automobile SE & Co. KG                                         | Heide                    | |
| 26114        | EWE Vertrieb GmbH                                                          | Oldenburg (Oldb)         | |
| 28107        | Winit Germany GmbH                                                         | Bremen                   | Deutschlandlager chinesischer eBay-Verkäufer                                                                        |
| 28109        | DeutschlandCard GmbH                                                       | Bremen                   | |
| 30132        | Berufsgenossenschaft Verkehrswirtschaft Post-Logistik, Telekommunikation   | Hannover                 | |
| 30142        | AOK Niedersachsen                                                          | Hannover                 | |
| 30621        | Concordia Versicherungen                                                   | Hannover                 | |
| 31131        | Assima hoch2 GmbH                                                          | Hildesheim               | |
| 31131        | G5 Getränkefachhandels-Kooperation GmbH & Co. KG, SGH-Belegmanagement      | Hildesheim               | |
| 31131        | GFT Gemeinschaft Fernmeldetechnik eG                                       | Hildesheim               | |
| 31131        | Expert SE                                                                  | Hildesheim               | |
| 31131        | idee+spiel Fördergemeinschaft Spielwaren GmbH & Co.KG                      | Hildesheim               | |
| 31131        | RTL Group Financial Services GmbH                                          | Hildesheim               | |
| 31673        | Landgericht Bückeburg und Staatsanwaltschaft Bückeburg                     | Bückeburg                | |
| 31735        | riha WeserGold Getränke GmbH & Co. KG                                      | Rinteln                  | |
| 31774        | Postbank – eine Niederlassung der Deutsche Bank AG                         | Hameln                   | |
| 32750        | Landesamt für Finanzen – Scanstelle                                        | Detmold                  | Scanstelle Leopoldstraße                                                                                            |
| 33333        | Arvato (Bertelsmann)                                                       | Gütersloh                | |
| 36028        | Bundesagentur für Arbeit Bad Hersfeld-Fulda                                | Fulda                    | |
| 36029        | Deutsche Post AG Finance & HR Operations Deutschland Personal Direkt       | Fulda                    | Abrechnungsstelle für Mitarbeiter der Deutschen Post AG                                                             |
| 37099        | Universitätsmedizin Göttingen                                              | Göttingen                | |
| 38436        | Volkswagen AG                                                              | Wolfsburg                | |
| 39157        | Bundesagentur für Arbeit – Zentrale Kindergeld-Service (ZKGS)              | Magdeburg                | |
| 40192        | Landesamt für Besoldung und Versorgung Nordrhein-Westfalen                 | Düsseldorf               | Landesoberbehörde; „größtes Lohnbüro Deutschlands“                                                                  |
| 40206        | 1N Telecom GmbH                                                            | Düsseldorf               | Übernahme der PLZ der Techniker Krankenkasse                                                                        |
| 40302        | Landesamt für Finanzen Nordrhein-Westfalen                                 | Düsseldorf               | |
| 40340        | Landesamt für Besoldung und Versorgung Nordrhein-Westfalen                 | Düsseldorf               | |
| 40463        | Deutsche Glasfaser Holding GmbH                                            | Düsseldorf               | |
| 42648        | Finanzamt Solingen                                                         | Solingen                 | |
| 45091        | Deutsche Rentenversicherung Knappschaft-Bahn-See                           | Essen                    | |
| 45102        | Deutsche Rentenversicherung Knappschaft-Bahn-See                           | Essen                    | |
| 46322        | IKK classic                                                                | Borken                   | |
| 48108        | Landwirtschaftskammer Nordrhein-Westfalen Institutszentrum                 | Münster                  | |
| 50399        | Großannahmestelle BZ Köln West                                             | Köln                     | |
| 50427        | Zurich Service GmbH                                                        | Köln                     | |
| 50600        | Westdeutscher Rundfunk Köln                                                | Köln                     | |
| 50606        | Bezirksregierung Köln                                                      | Köln                     | zentrale Postanschrift für alle Liegenschaften und Dezernate                                                        |
| 50656        | ARD ZDF Deutschlandradio Beitragsservice                                   | Köln                     | |
| 51777        | Christkind                                                                 | Engelskirchen            | Weihnachtspostamt                                                                                                   |
| 52097        | Apotheke Docmorris (medpex)                                                | Aachen                   | |
| 53094        | Bundesamt für Justiz                                                       | Bonn                     | |
| 55100        | Zweites Deutsches Fernsehen                                                | Mainz                    | Sendezentrum |
| 59495        | Kreis Soest                                                                | Soest                    | |
| 60054        | Campus Bockenheim der Johann Wolfgang Goethe-Universität Frankfurt am Main | Frankfurt am Main        | |
| 60256        | Amtsgericht Frankfurt am Main                                              | Frankfurt am Main        | |
| 60306        | Opernturm                                                                  | Frankfurt am Main        | |
| 60308        | Messeturm                                                                  | Frankfurt am Main        | zweithöchstes Hochhaus in der Europäischen Union                                                                    |
| 60600        | The Squaire                                                                | Frankfurt am Main        | größtes Bürogebäude Deutschlands                                                                                    |
| 60615        | DIP New Holding GmbH                                                       | Frankfurt am Main        | |
| 63441        | Deutsche Bank AG                                                           | Hanau                    | |
| 65217        | Ager Lebensversicherung AG                                                 | Wiesbaden                | |
| 65473        | büroshop24 GmbH                                                            | Bischofsheim             | Hausanschrift befindet sich abweichend in 55252 Mainz-Kastel (Ortsbezirk der hessischen Landeshauptstadt Wiesbaden) |
| 65926        | Industriepark Höchst                                                       | Frankfurt am Main        | |
| 66100        | Saarländischer Rundfunk                                                    | Saarbrücken              | |
| 66950        | Finanzamt Pirmasens                                                        | Pirmasens                | |
| 67056        | BASF                                                                       | Ludwigshafen am Rhein    | |
| 70464        | Robert Bosch GmbH                                                          | Stuttgart                | |
| 70547        | S-Communication Service GmbH                                               | Stuttgart                | Transformationstreiber und zentraler Dienstleister der Sparkassen-Finanzgruppe                                      |
| 70644        | Postbeamtenkrankenkasse                                                    | Stuttgart                | |
| 70732        | Statistisches Landesamt Baden-Württemberg                                  | Fellbach                 | |
| 70801        | Wüstenrot & Württembergische AG                                            | Kornwestheim             | |
| 72781        | Verlag Das Beste GmbH Reader’s Digest Deutschland                          | Reutlingen               | |
| 73314        | Färber-Baier Group GmbH                                                    | Geislingen an der Steige | |
| 74587        | eleven teamsports GmbH                                                     | Crailsheim               | |
| 74588        | eleven teamsports GmbH                                                     | Satteldorf               | |
| 76150        | Stadt Karlsruhe – Tiefbauamt                                               | Karlsruhe                | |
| 77644        | DKNO GmbH                                                                  | Offenburg                | |
| 80248        | DeutschlandCard GmbH                                                       | München                  | |
| 80313        | Stadt München                                                              | München                  | |
| 80316        | Landgericht München I                                                      | München                  | |
| 80320        | Landgericht München II                                                     | München                  | |
| 80682        | Kantar Deutschland GmbH                                                    | München                  | |
| 80788        | BMW                                                                        | München                  | |
| 80791        | Kommunale Unfallversicherung Bayern                                        | München                  | |
| 81355        | ADAC Service GmbH Assistance Regulierung                                   | München                  | |
| 81356        | ADAC Versicherung AG Assistance Regulierung                                | München                  | |
| 81359        | ADAC e. V. Schadenregulierung                                              | München                  | |
| 81363        | ADAC Autoversicherung AG                                                   | München                  | gemeinsames Unternehmen von ADAC und Allianz                                                                        |
| 81655        | Serviceplan Gruppe SE & Co. KG                                             | München                  | |
| 82030        | Wealthcap Kapitalverwaltungsgesellschaft mbH                               | Grünwald                 | |
| 84018        | Agentur für Arbeit                                                         | Landshut                 | |
| 84024        | Deutsche Rentenversicherung Bayern Süd                                     | Landshut                 | |
| 85350        | Stadt Freising                                                             | Freising                 | |
| 89516        | Voith                                                                      | Heidenheim an der Brenz  | |
| 90317        | BNP Paribas S.A. Niederlassung Deutschland                                 | Nürnberg                 | |
| 90318        | Consorsbank                                                                | Nürnberg                 | Niederlassung der BNP Paribas S.A.                                                                                  |
| 90319        | GfK                                                                        | Nürnberg                 | |
| 90332        | Nürnberger Bau-Gruppe Liegenschaften GmbH & Co KG                          | Nürnberg                 | |
| 90358        | Bundesagentur für Arbeit – Kindergeld-Service (ZKGS)                       | Nürnberg                 | |
| 91048        | ZBI GmbH                                                                   | Erlangen                 | |
| 96035        | AMN Data Solutions GmbH                                                    | Bamberg                  | |
| 96435, 96444 | HUK-Coburg                                                                 | Coburg                   | |